# Statue de Cecil Rhodes (Le Cap)
La statue de Cecil Rhodes située dans les jardins de la Compagnie au centre de la ville du Cap, Cap-Occidental en Afrique du Sud, rend hommage à Cecil Rhodes, magnat des mines, fondateur de la De Beers, fondateur de la Rhodésie et premier ministre de la colonie du Cap. Œuvre réalisée en 1908 par Henry Pegram (1862-1937), cette statue en bronze fut inaugurée le 28 juin 1910, juchée sur un piédestal en granit réalisé par Herbert Baker.

## Localisation

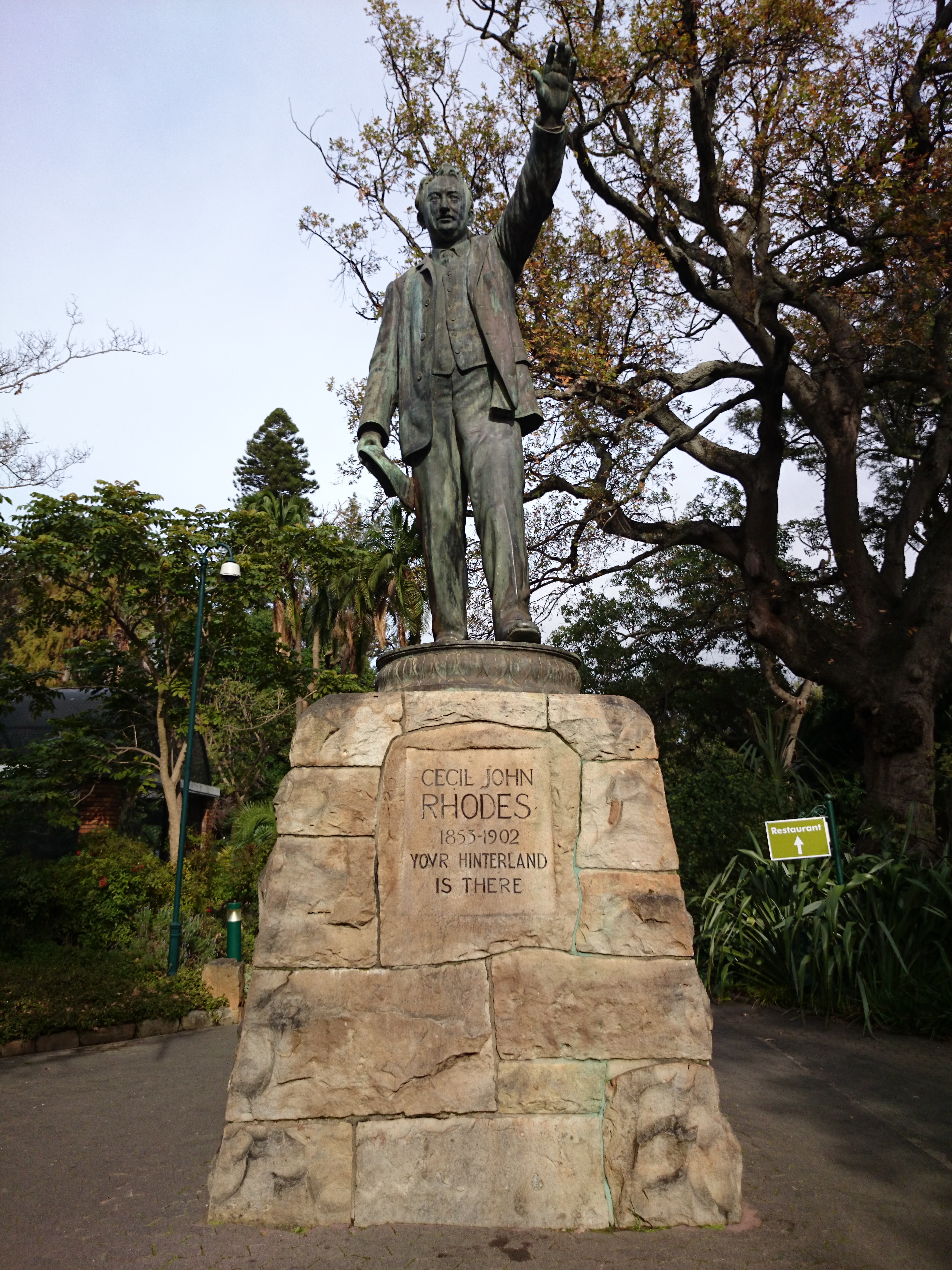
La statue dans les jardins de la compagnie

La statue de Cecil Rhodes est située au centre du jardin botanique de la compagnie dans le quartier des jardins dans le centre historique du Cap.

## Descriptif
Juchée sur un haut piédestal en granit composé de pierres provenant de la montagne de la table, la statue de plus de 2 mètres, représente Cecil Rhodes, revêtu d'un costume 3 pièces, tenant son chapeau dans sa main droite, l'autre main levée en l'air. 
Sur le piédestal sont gravés les mots et la dédicace suivante : Cecil John Rhodes 1853-1902 - Your hinterland is there.

## Historique

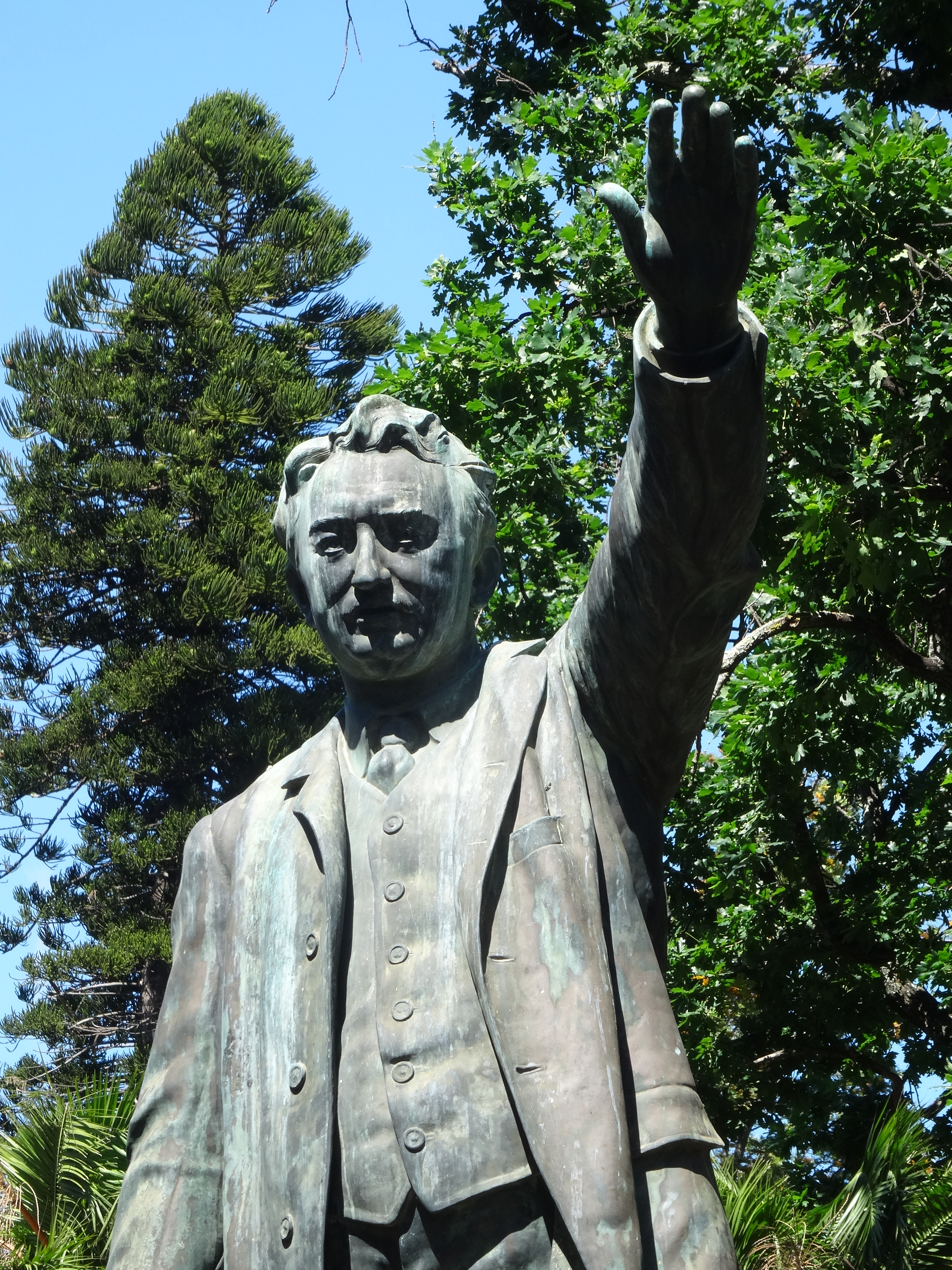
Cecil Rhodes

La décision d'ériger un monument dédié à Cecil Rhodes au Cap fut prise dès le 16 avril 1902 par la municipalité et soutenue par le gouverneur de la colonie du Cap. 
Il fut décidé d'ériger une statue colossale à un emplacement honorable de la ville. L'idée de placer le monument dans les jardins de la compagnie ne fut cependant pas consensuelle et fut présentée comme temporaire, l'emplacement idéal et préféré étant le croisement entre Oak  Avenue et Adderley Street près des bâtiments du parlement. Elle aurait fait face, au loin, de l'autre côté d'Adderley Street, à la statue de Jan van Riebeeck. 
Un autre emplacement, soutenu par Rudyard Kipling, fut aussi évoqué pour disposer la statue en face de la cathédrale Saint-Georges mais les architectes s'émurent du choix qu'ils estimèrent inapproprié par rapport à la dimension de l'édifice néo-gothique. La statue fut finalement érigée en 1910 sur son site temporaire mais devenu définitif. 
A l'instar des nombreux monuments sud-africains représentatifs de l'histoire des Blancs d'Afrique du Sud, le maintien de ce monument sur son site actuel est remis en question par les mouvements panafricanistes, tels que celui de Julius Malema, au motif que Rhodes aurait été un symbole colonial de la domination blanche sur l'Afrique du Sud (Rhodes must fall). En janvier 2016, des activistes tentèrent sans succès de scier la statue au niveau des pieds

## Autres monuments dédiés à Cecil Rhodes en Afrique du Sud

### Monuments au Cap
- Rhodes Memorial
- Statue de Cecil Rhodes à l'université du Cap (déboulonnée en avril 2015)

### Monuments à Kimberley
- Statue équestre de Cecil Rhodes à Kimberley
- Statue de Cecil Rhodes, située originairement à Mahikeng et déplacée en 2010 à Kimberley